# キラ・サマー
キラ・サマー（Kira Summer、1996年12月18日 - ）は、オーストラリアの女性プロレスラー、アニメーター、イラストレーター。アデレード出身。東京女子プロレス所属。血液型B型。

## 経歴
2019年
- アニメーターとして来日。

2024年
- 1月4日、練習生キラとして東京女子プロレスに入門。
- 2月29日、練習生キラのリングネームがキラ・サマーに決定[2][3][4][5][6]。
- 3月3日、『TJPW LIVE TOUR 2024 SPRING』東京都・新宿FACE大会にてプロレスデビュー[7][8][9][10]。
- 7月20日、後楽園ホール大会にて七瀬千花より自力及びシングル初勝利。

## 人物
- 一児の母で、夫はオーストラリア人。
- 姉は南オーストラリア州アデレードのインディープロレス団体ライオット・シティ・レスリング（英語版）のRCW女子選手権元王者でありアイスリボンにも参戦経験のあるミキ・フォーチュン[11]。義兄はライオット・シティ・レスリングの元RCW王者であるザック・サバス[12]。

## 得意技
サモアンドロップ
ボディスラム
レッグドロップ
ドロップベア
パワースラムのクラッチから前にジャンプしつつ倒れこみ、自分ごと相手をマットに叩きつける。

## 入場曲
- Code : Spark /マサキ（YMZ）